# تشارلز ماثيوز (رجل أعمال)
تشارلز ماثيوز (بالإنجليزية: Charles Matthews)‏ هو شخصية أعمال أمريكي، ولد في 19 مايو 1939 في واكو في الولايات المتحدة.